# Murray Hill (Manhattan)

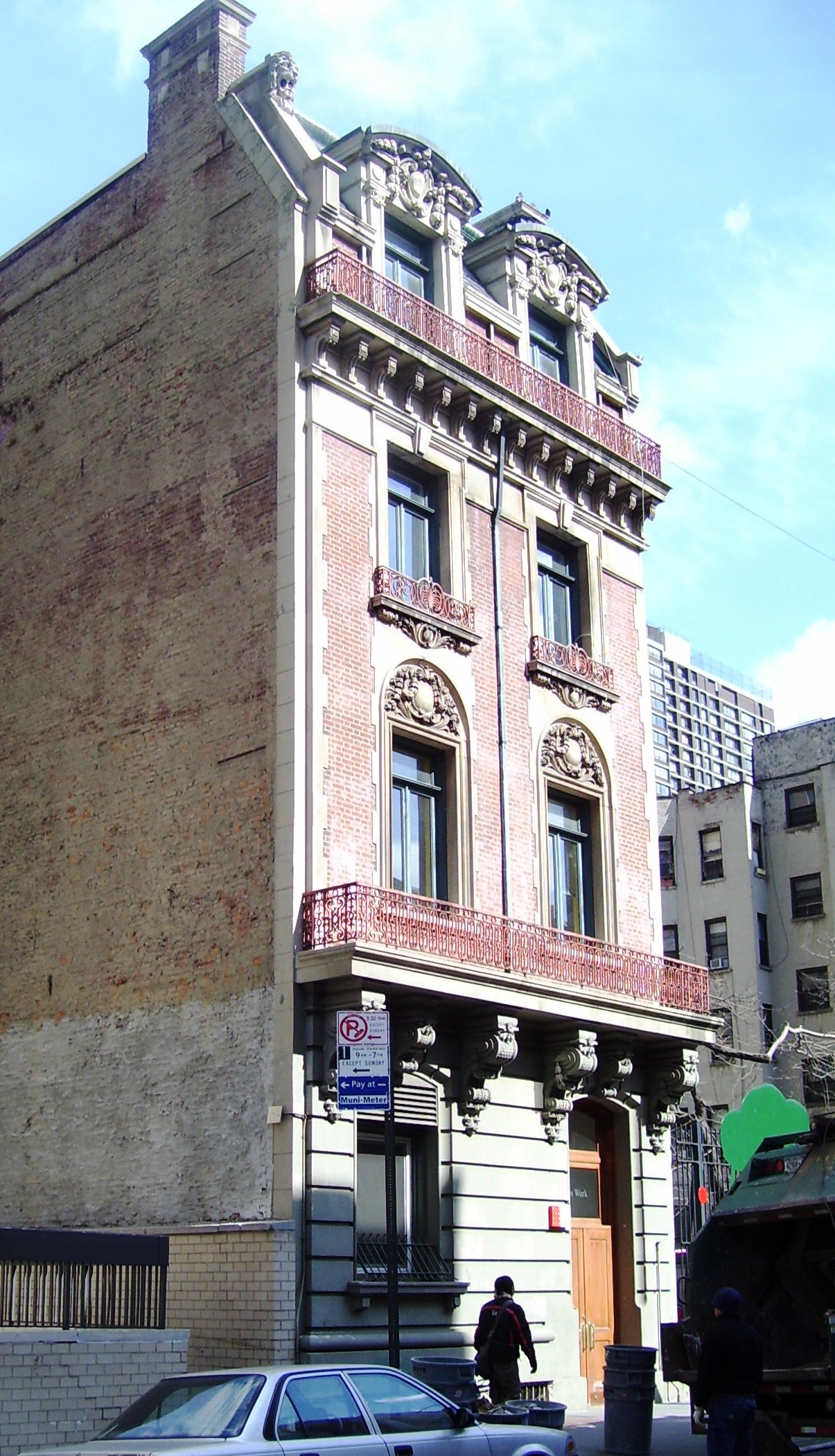
Estúdio em Murray Hill

Murray Hill é um bairro localizado em Midtown Manhattan, na cidade de Nova Iorque, Estados Unidos. Em cerca de 1987, corretores de imóveis e residentes do bairro descreveram o limite deste, sendo as ruas East 34th, East 42nd, a Madison Avenue e o rio East. Em 1999, Frank P. Vardy, o demógrafo da Comissão de Planejamento da Cidade (City Planning Commission), afirmou que os limites tradicionais eram as ruas East 34th e East 40th, a Madison Avenue e a Terceira Avenida. O bairro é parte do Manhattan Community Board 6.

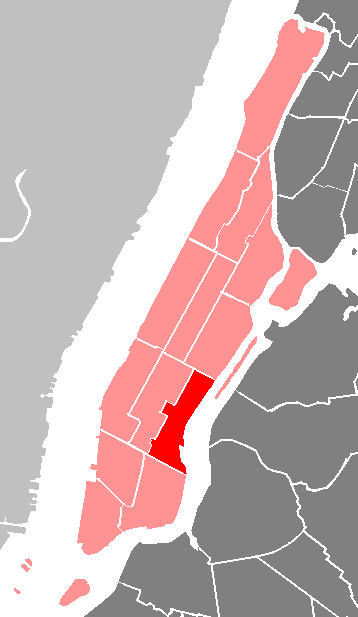
Localização da Manhattan Community Board 6

Ao sul de Murray Hill, a região da Lexington Avenue e da 28th Street é informalmente chamada de “Curry Hill,” por causa da alta concentração de restaurantes indianos.